# Skigebied Kitzbühel
Skigebied Kitzbühel is een bij onder andere Nederlanders populair skigebied gesitueerd in de Kitzbüheler Alpen in Tirol, Oostenrijk. Een van de jaarlijkse hoogtepunten in het gebied is de Hahnenkammafdaling in januari.
In het voorjaar van 2015 is nabij de pass een sneeuwdepot gemaakt. Oude sneeuw van het skiseizoen ervoor is geconsumeerd. Hierdoor kon het gebied weer opnieuw, als eerste non-gletsjer gebied in de Alpen, al op 24 oktober 2015 open. 

## Belangrijkste liften
Hieronder staan enkele van de belangrijkste skiliften in het gebied genoemd waarmee je vanuit het dal het skigebied zelf kunt bereiken.

### Hahnenkammbahn
De Hahnenkammbahn is een zespersoons cabinebaan die loopt van het dalstation bij het treinstation van Kitzbühel naar het bergstation bij het begin van de bekende Hahnenkammafdaling. Later is er ook stoelverwarming ingebouwd.

### Fleckalmbahn
De Fleckalmbahn is een tienpersoons cabinebaan die loopt van het dalstation (800m) in Klausen naar het bergstation (1800m) aan de Ehrenbachhöhe midden in het skigebied. De Fleckalmbahn is in 1984 gebouwd. Parallel aan deze cabinebaan loopt een tweetal dalafdalingen, een blauwe van bergstation tot dalstation en een rode als alternatief voor een deel van de blauwe.

### Maierlbahn
De Maierlbahn is een 10-EUB cabinebaan met stoelverwarming. De lift overbrugt samen met de Ochsalmbahn (achtpersoons stoeltjeslift) de totale afstand vanuit Kirchberg naar de Ehrenbachhöhe midden in het skigebied. Voorheen waren het drie (los van elkaar staande) stoeltjesliften. Dit waren de Maierl I, de Maierl II en de Maierl III (elk een tweepersoonsstoeltjeslift) vroeg ging de bus er ook niet meer heen, maar sinds de nieuwe Maierlbahn gaat de bus weer dagelijks.

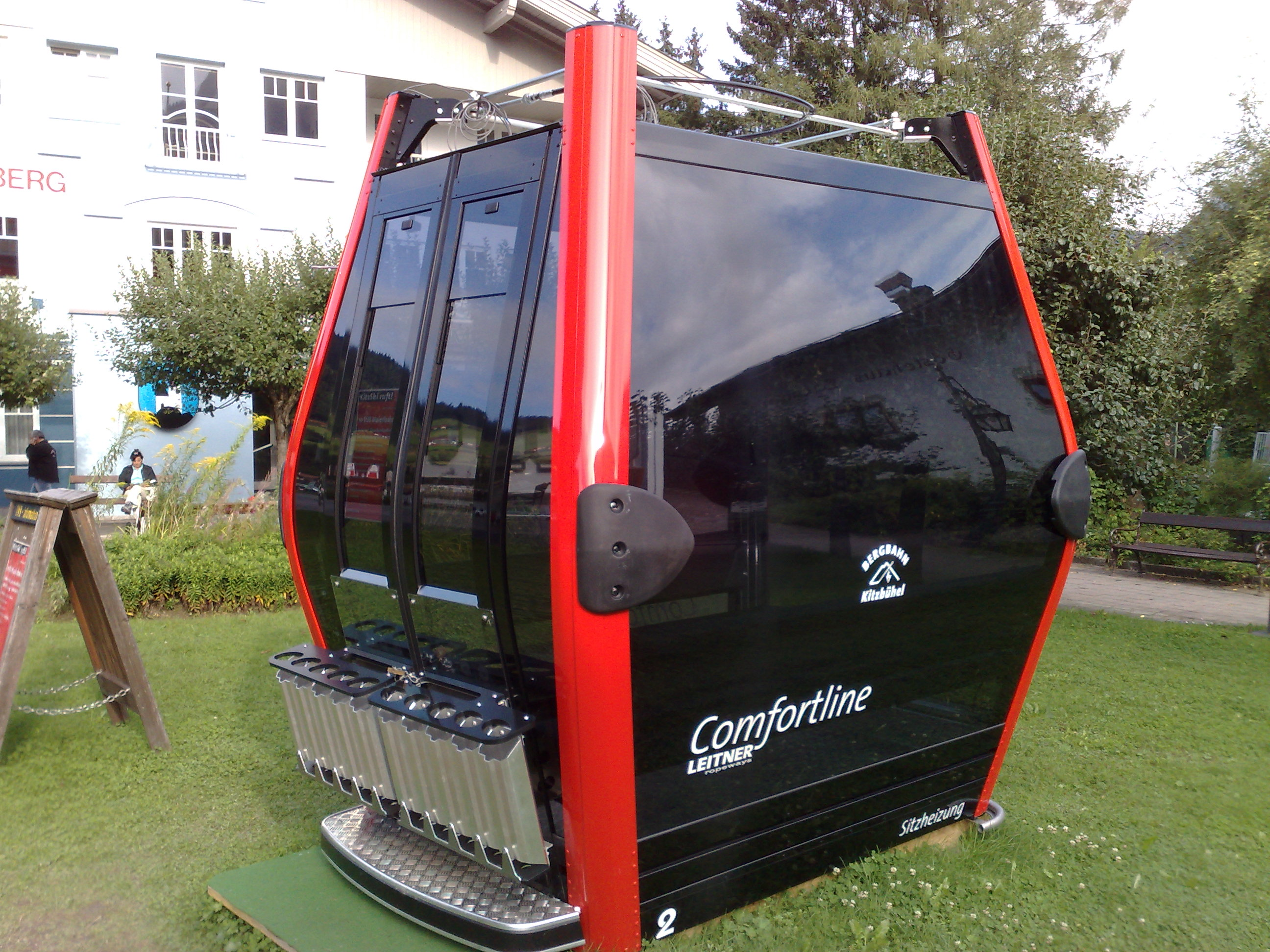

### Pengelstein
De Pengelstein lift is een skilift verdeeld in een aantal etappes die loopt van het dalstation nabij Kirchberg naar panoramarestaurant Pengelstein diep in het gebied.
Lange tijd was het niet (meer) mogelijk vanuit het dal een lift terug omhoog naar Pengelstein te nemen, maar moesten skiërs die deze afdaling hadden geskied de skibus naar Kirchberg nemen om via de Maierl terug omhoog te gaan. Sinds de bouw van een cabinebaan is het weer mogelijk om hier direct vanuit het dal terug het skigebied in te komen.